# Schweineberg (Naturschutzgebiet)
Der Schweineberg ist ein Naturschutzgebiet auf dem gleichnamigen Berg in der niedersächsischen Stadt Hameln.

## Allgemeines
Das Naturschutzgebiet mit dem Kennzeichen NSG HA 015 ist 169,1 Hektar groß. Es ist nahezu vollständig vom Landschaftsschutzgebiet „Hamelner-Fischbecker Wälder und Randbereiche“ umgeben. Das Gebiet steht seit dem 6. Januar 1948 unter Naturschutz. Zuständig als untere Naturschutzbehörde ist die Stadt Hameln.

## Beschreibung
Das Naturschutzgebiet liegt im Nordosten der Stadt Hameln innerhalb des Naturparks Weserbergland Schaumburg-Hameln und erstreckt sich bis auf die Bergkuppe des Schweineberges. Es ist geprägt von einem alten naturnahen Waldmeister-Buchenwald, der aus Ackeraufforstungen zu Beginn des 20. Jahrhunderts hervorgegangen ist.
Das Waldgebiet verfügt über eine gut entwickelte Krautschicht mit Vorkommen von Frühjahrsblühern wie Buschwindröschen und Lerchensporn. Besonders zahlreich kommen Märzenbecher am Schweineberg vor. Der Blütenteppich erstreckt sich über 1,5 Kilometer auf einer Breite von 100 bis 200 Metern. Es ist das wahrscheinlich größte Vorkommen des Märzenbechers in Norddeutschland und gehört zu den größten natürlichen Ansammlungen von Märzenbechern in Deutschland. Weiterhin siedeln hier unter anderem Leberblümchen, Aronstab und Seidelbast.
Durch das Naturschutzgebiet verlaufen mehrere Wanderwege. In der Nähe des Hamelner Ortsteils Holtensen befindet sich ein Informationspavillon, der über die Geologie, Flora und Fauna, Geschichte und Waldentwicklung des Gebietes informiert. Im südlichen Bereich des Schutzgebietes befindet sich ein etwa ein Kilometer langer Waldlehrpfad, der an bis zu 200 Jahre alten Bäumen vorbeiführt. Als Besonderheit gibt es hier auch einen rund 150 Jahre alten Edelkastanienbestand. Im südlichen Bereich liegt das ehemalige Forsthaus Heisenküche, das seit 1905 ausschließlich als Waldgaststätte dient. Dort finden sich Reste der Hamelner Landwehr.
Westlich des Naturschutzgebietes liegt mit dem Gröninger Feld eine große Freifläche mit Äckern und Wiesen. Es handelt sich um eine Rodungsinsel, die das Relikt der landwirtschaftlich genutzten Fläche der dortigen Wüstung Gröningen darstellt.